# 드래곤 빌리지 M
《드래곤빌리지M》은 하이브로에서 만든 게임이다. 여러 종류의 드래곤을 모으고 성장시키는 게임이다. 스타트 드래곤은 번개고룡(불)과 스마트드래곤(땅) 둘중 하나를 선택 할 수 있다. 드래곤빌리지와 드래곤빌리지2와 다르게 속성의 수가 적고, 진화하기 위해서는 진화 재료가 필요하다. 드래곤 빌리지와 드래곤 빌리지2의 후속편으로 제작된 모바일 게임이다. 줄여서 드빌M 이라고도 쓴다.